# 水野由多加
水野 由多加（みずの ゆたか、1956年 - ）は、日本の広告研究者。関西大学名誉教授。大阪市出身。

## 概要
専門は広告研究である。ただし、個別の具体的な広告（作品と呼ばれるクリエイティブ、広告物）の論評や、マーケティング事例研究を超えて、学術的な水準で社会的なコミュニケーション現象としての「広告の研究」を行っている。
2007年から日本広告学会副会長。

### 学歴・職歴
1979年慶應義塾大学文学部社会学専攻卒業、1999年青山学院大学大学院経営学研究科博士後期課程期間満期退学、1979年（株）電通入社、2002年 京都工芸繊維大学デザイン経営工学科教授、2004年 関西大学社会学部教授、2006年 博士（商学）学位取得、2009年～2010年  アメリカ合衆国ミズーリ大学コロンビア校スクール・オブ・ジャーナリズム客員研究員

### 受賞学術賞
- 2000年 - 日本広告学会学会賞（論文部門）
- 2004年 - 日本広告学会学会賞（学術図書部門）・・・対象図書『統合広告論ー実践秩序へのアプローチ』[9]

## 著書
- （単著）『「そうだ 京都、行こう。」が長く続くわけ』交通新聞社新書、2024年。ISBN  978-4330054247。
- （単著）『統合広告論ー実践秩序へのアプローチ』ミネルヴァ書房、初版2004年、改訂版2014年、新版2024年 エラー: 日付が正しく記入されていません。（説明）。ISBN 978-4623095421。
- （編著）『広告表現 倫理と実務』宣伝会議、2009年。ISBN 978-4883352289。
- （共編著）『広告コミュニケーション研究ハンドブック』有斐閣、2015年。ISBN 978-4641184275。（妹尾俊之・伊吹勇亮との共編著）
- （共著）『広告効果論ー情報処理パラダイムからのアプローチ』電通、2001年。ISBN 978-4885531477。（仁科貞文編著）
- （共著）『デジタルライフ革命ー顧客たちのeコミュニティ』東洋経済新報社、2001年。ISBN 978-4492554302。（古川一郎他編著）
- （共著）『マーケティング・ダイアログー意味の場としての市場』白桃書房、1999年。ISBN 978-4561661054。（石井淳蔵・石原武政編著）
- （共著）『新マーケティング情報論』ナカニシヤ出版、2003年。ISBN 978-4888487825。（大脇錠一ほか編著）
- （共著）『メディアスポーツへの招待』ミネルヴァ書房、2013年。ISBN 978-4623059416。（黒田勇編著）
- （共訳書）『ブランド！ブランド！ブランド！：理屈を超えた強さをいかに築くか』ダイヤモンド社、2003年。ISBN 978-4478502136。（ダリル・トラヴィス著木村達也・川村幸夫訳）

## 論文
- NII学術情報ナビゲータ論文検索[2]。

## その他
- Pinterestで「広告研究」という名前のボードを持っている[10]。
- 2000年代から2010年代半ばまで、「千里一隅」というblogを持っていたが、現在はない（一部がウエイバックでキャプチャーされている）[11]。